# Галагаз чубатий
Галагаз чубатий (Tadorna cristata) — вид водних птахів родини качкових (Anatidae). Мешкав у Східній Азії та, ймовірно, вимер у другій половині 20 століття.

## Поширення
Галагаз чубатий відомий за невеликою кількістю спостережень у Приморському краї (Росія), на острові Хоккайдо (Японія, один запис 19 століття) та з Південної Кореї. Останнім було спостереження за самцем і двома самками в травні 1964 року на островах на південь від Владивостока, Росія. У березні 1971 року в Північній Кореї було заявлено про спостереження двох самців і чотирьох самиць, але нещодавно були висловлені серйозні сумніви щодо достовірності цього запису. Було також кілька непідтверджених записів з північно-східного Китаю: у Хейлунцзяні, Цзіліні, Ляоніні та Хебеї. Враховуючи нечисленність останніх записів, цілком імовірно, що його популяція дуже мала.
В основному його реєстрували парами або невеликими зграями в прибережних місцевостях, часто біля гирл річок. Проте кілька непідтверджених повідомлень на північному сході Китаю походять із внутрішніх місцевостей. Було припущення, що він може розмножуватися в гірських районах, можливо, далеко від води або на вулканічних озерах, переміщаючись до узбережжя поза сезоном розмноження.